# طواف لجين
طواف لجين (بالإنجليزية: Tour de Ijen)‏ هو سباق دراجات هوائية،  من صنف سباق المرحلة ‏، أُقيم من 2012 إلى 2019 في إندونيسيا، وكان أحد سباقات طواف آسيا للدراجات.

## قائمة الفائزين
| السنة | الفائز         | الثاني          | الثالث          |
| ----- | -------------- | --------------- | --------------- |
| 2012  | تشوي جي هو     | Óscar Pujol ‏    | تيمو شولتس ‏     |
| 2013  | صمد بورسيدي    | جون إبسن        | Rahim Emami ‏    |
| 2014  | بيتر بولي      | حسين عسكري      | Amir Zargari ‏   |
| 2015  | بيتر بولي      | بنجامين براديس  | دانيال وايتهاوس |
| 2016  | جاي كروفورد    | ريكاردو غارسيا  | Dadi Suryadi ‏   |
| 2017  | دافيدي ريبلين  | Amir Kolahdouz ‏ | Víctor Niño ‏    |
| 2018  | بنيامين ديبول  | Jesse Ewart ‏    | توماس لباس      |
| 2019  | Robbie Hucker ‏ | مايكل فينك ‏     | Jesse Ewart ‏    |

## وصلات خارجية
- الموقع الرسمي
- لمحة عن سباق طواف لجين على موقع  ProCyclingStats   (برو  سايكلنج  ستاتس) - إحصاءات  محترفي  الدراجات.

- طواف لجين على موقع إحصائيات الدراجات الإحترافية (الإنجليزية)